# Crotalaria cephalotes
Crotalaria cephalotes är en ärtväxtart som beskrevs av Achille Richard. Crotalaria cephalotes ingår i släktet sunnhampor, och familjen ärtväxter. Inga underarter finns listade i Catalogue of Life.